# Lucie Silvas
Lucie Silvas   (Kingston-upon-Thames, 4 de setembre de 1977), nom d'artista de Lucie Joanne Silverman, és una cantant i compositora anglesa. Ha estat vocalista comparada amb la de Delta Goodrem, Alicia Keys i Mariah Carey.

## Biografia
Lucie va passar la major part de la seva infància viatjant, ja que els seus pares volien visitar els seus familiars d'Escòcia i Nova Zelanda. Per això, els seus anys escolars van transcórrer en gran part a Nova Zelanda. A tretze anys Lucie va tornar a Anglaterra per a dedicar-se a la música i a disset anys, el 1997, va fer una gira com a telonera de la cantant britànica Judie Truke.
El 2000, Lucie va signar un contracte amb Chrysalis, una divisió d'EMI Records. Aquest mateix any, Silvas va llançar el seu primer senzill, amb la cançó «It's Too Late». Aquesta cançó no va tenir èxit i va ser acomiadada de la companyia. Però Lucie no va deixar la música i no es va rendir. Durant els anys següents va continuar escrivint cançons per a artistes com ara Gareth Gates, Liberty X i Rachel Stevens.
El 2003 és contractada per Mercury Records amb qui Lucie inicia un treball completament nou, i trau el seu àlbum de debut Breathe In. A la tardor del 2004, amb l'àlbum ja acabat, s'inicia la promoció del senzill «What You Are Made Of» i es distribueixent els videoclips per les principals cadenes de música d'Anglaterra. Al cap de poques setmanes, el vídeo inicia el seu ascens a l'èxit i se'n van vendre de 300.000 còpies. El més impressionant de tot és que dotze de les tretze cançons de l'àlbum van ser escrites per Lucie. L'única cançó que no va escriure ella és una versió d'una cançó de Metallica, el famós «Nothing Else Matters».
Artistes com Lionel Richie, Burt Bacharach i Chris Martin, el cantant de Coldplay, són fans de Lucie. El 2004 Silvas va cantar un duo amb Lionel Richie per a un concert de ràdio al canal radiofònic britànic Radio 2.
El gener del 2005, va llançar el seu segon senzill i el juliol es va llançar Don´t Look Back. Durant tot l'any 2005 va promocionar el seu àlbum a diversos països.
Després de l'èxit ode Breathe In, publica el seu segon disc, The Same Side, amb la col·laboració de Danton Supple, que havia treballat en X&Y de Coldplay. Dotze cançons escrites per ella mateixa i una cançó oculta, avançades amb una balada com a primer CD Last Year, que es va publicar una setmana abans del llançament de l'LP, el 6 de novembre. En el seu nou àlbum s'inclouran també cançons com «Sinking In», «Place To Hide», «Trying Notlo Lose» o «Same Side».

## Discografia
- Breathe In (2004)
- The Same Side (2006)